# Klauenstand

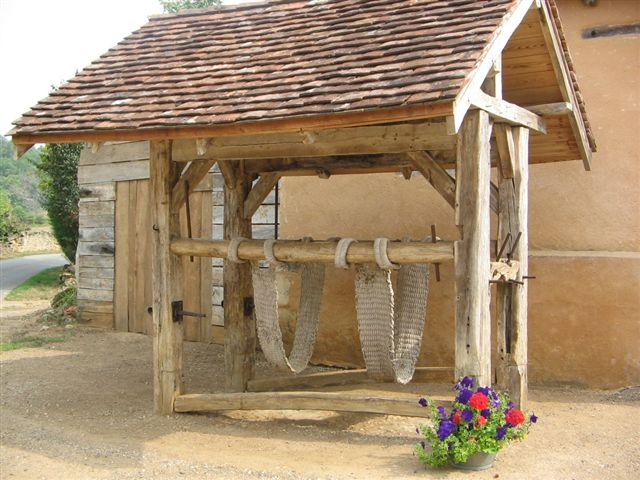
Überdachter Klauenpflegestand in der südwestfranzösischen Gemeinde Castels

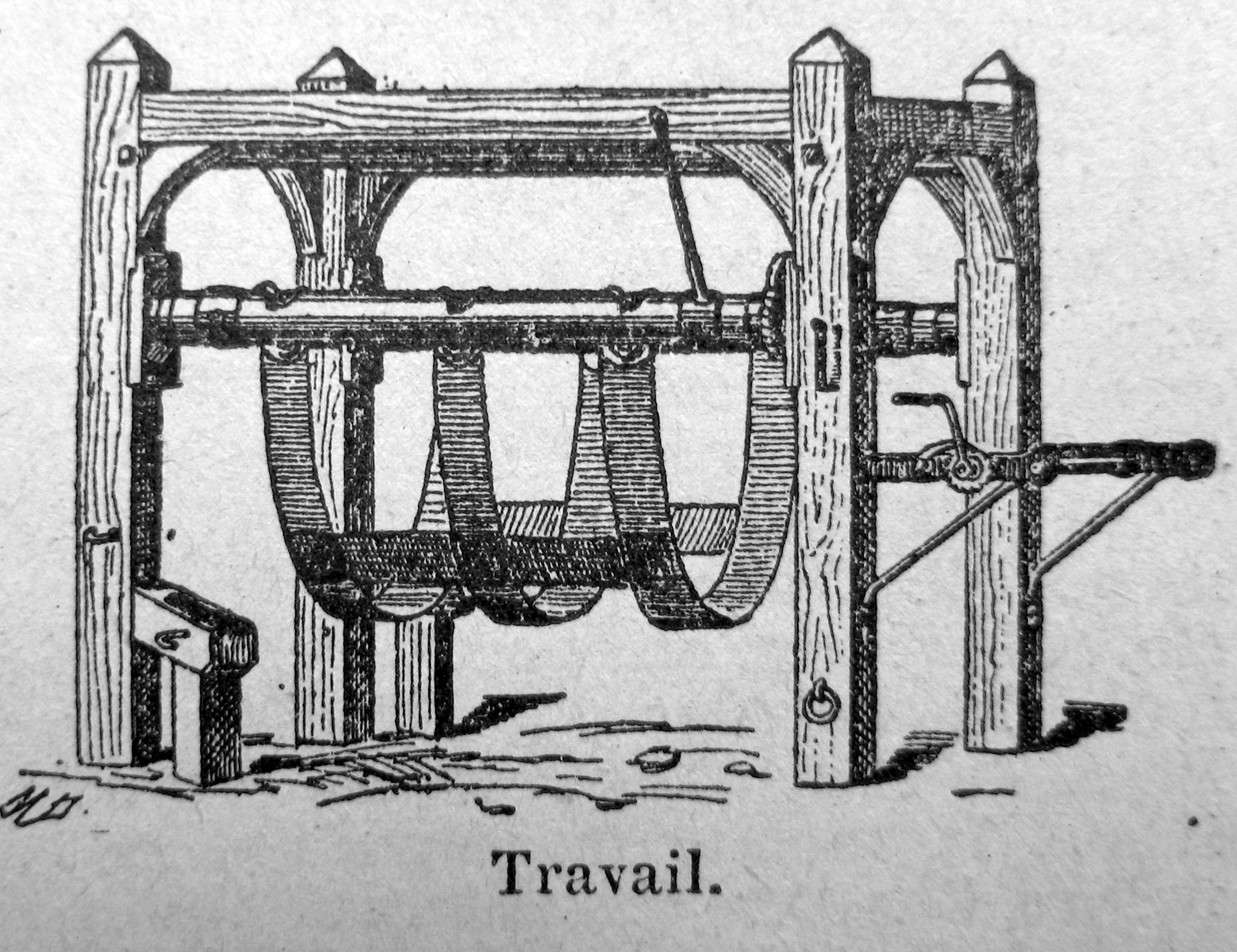
Oben offener Klauenpflegestand, Larousse (1925)

Ein Klauenstand oder Klauenpflegestand (französisch travail à ferrer; spanisch potro de herrar; englisch hoofstand oder cattle crush) ist eine Konstruktion zum Fixieren und Ruhigstellen von Rindern und Arbeitspferden bei der Hufpflege sowie bei Untersuchungen oder bei tierärztlichen Eingriffen am stehenden Tier. Darüber hinaus wird in einem Klauenstand auch nach Verletzungen und Entzündungen gesucht. Neben der Fixierung des Tieres dienen derartige Gestelle auch dem Schutz der Menschen vor Verletzungen durch Flucht- oder Abwehrbewegungen sowie durch Fußtritte des Tieres.

## Funktion
Klauenstände dienen heutzutage vor allem der Fixierung von Rindern bei der Klauenpflege, bei Untersuchungen oder bei tierärztlichen Eingriffen am stehenden Rind. Das Tier wird dabei in einer für die zu erledigende Arbeiten günstigen Position fixiert und ist für Untersuchungen und Behandlungen von allen vier Seiten zugänglich. Das Rind wie auch der Behandler werden dadurch vor Verletzungen durch Abwehrbewegungen des Tieres geschützt. Arbeiten an den Klauen mit Messern oder einem Winkelschleifer können durch die Fixierung der Beine präziser und sicherer durchgeführt werden. Da die Beine nicht mehr per Hand fixiert und aufgehalten werden müssen, was eine längere gebückte Haltung erzwingt, ermöglichen Klauenstände ein rückenschonendes Arbeiten bei der Klauenpflege. Moderne Kippstände werden nicht nur für die Klauenpflege, sondern auch für chirurgische Eingriffe am liegenden Rind genutzt.

## Historische Klauenstände

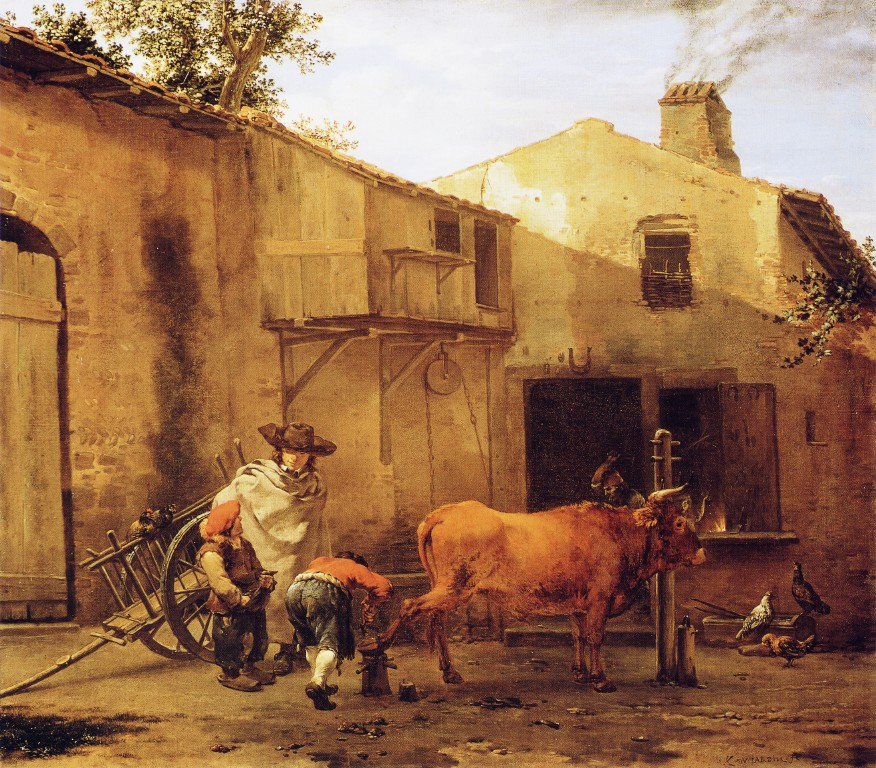
Karel Dujardin – Beschlagen eines Ochsen (17. Jh.)

In früherer Zeit wurden die Hufe nicht nur bei Pferden, sondern auch bei Zugochsen mit speziell angefertigten Eisen beschlagen. Außerdem mussten die Hufe der Arbeitstiere regelmäßig auf Verletzungen und eingetretene Steinchen hin untersucht werden. Wie weit die zu diesem Zweck konstruierten Gestelle in die Geschichte zurückreichen, ist unklar. Mittelalterliche oder gar antike Klauenstände sind weder erhalten noch beschrieben. Die hier gezeigten historischen Beispiele stammen allesamt aus dem 17. bis 19. Jahrhundert.
Anfänglich wurden unruhige Tiere bei Klauenpflegemaßnahmen wohl von mehreren Männern mit Hilfe von langen Seilen fixiert oder zu Boden geworfen. Dabei kam es immer wieder zu schweren, manchmal sogar tödlichen Verletzungen der beteiligten Personen durch Fußtritte. Ruhige Tiere konnten dagegen an einem Holzpfosten angebunden werden.
Die ersten festinstallierten Konstruktionen waren wahrscheinlich einfache Holzpfosten; sie dürften im Hof des örtlichen Schmiedes und auf größeren Viehzuchtbetrieben (eventuell auch in der Nähe bedeutender Viehmärkte) errichtet worden sein. In späterer Zeit wurden in vielen ländlichen Orten – zum Teil überdachte – Vorrichtungen erbaut, die regelmäßig aus vier tief im Boden versenkten Holzpfosten (vorwiegend in Frankreich und Deutschland) oder Steinpfeilern (vorwiegend in Spanien und Portugal) bestanden, zwischen denen die Tiere mit Hilfe von Seilen und Gurten eingespannt werden konnten. Die oberen Verbindungsbalken dienten zum Anbringen von Bauchgurten, die den Tieren das längere Stehen auf drei Beinen beim Hoch- oder Anbinden der verletzten oder pflegebedürftigen Klaue erleichterten. Ein manchmal vorhandener fünfter Stein hinter dem eigentlichen Klauenstand diente wahrscheinlich zum Festzurren eines Seiles zwecks Streckung des Beines.
Wegen des anfallenden Unrats, des Gebrülls der Tiere, aber hauptsächlich wegen der möglichen Brandgefahr durch Funkenflug beim Schmieden von Hufeisen befanden sich die meisten Klauenstände am Rand oder außerhalb der jeweiligen Ortschaften; viele von ihnen waren überdacht.

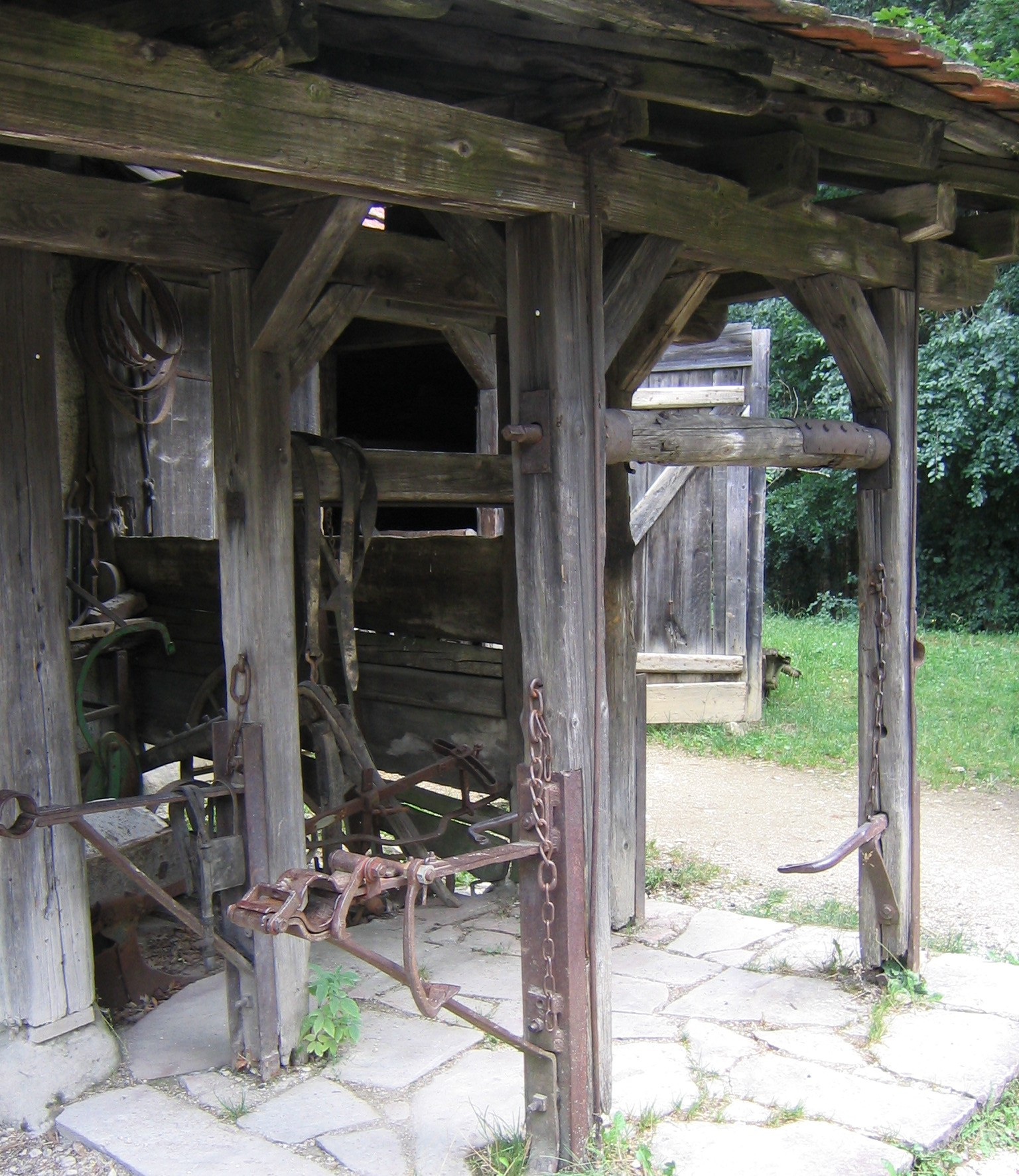
Freilichtmuseum Neuhausen ob Eck
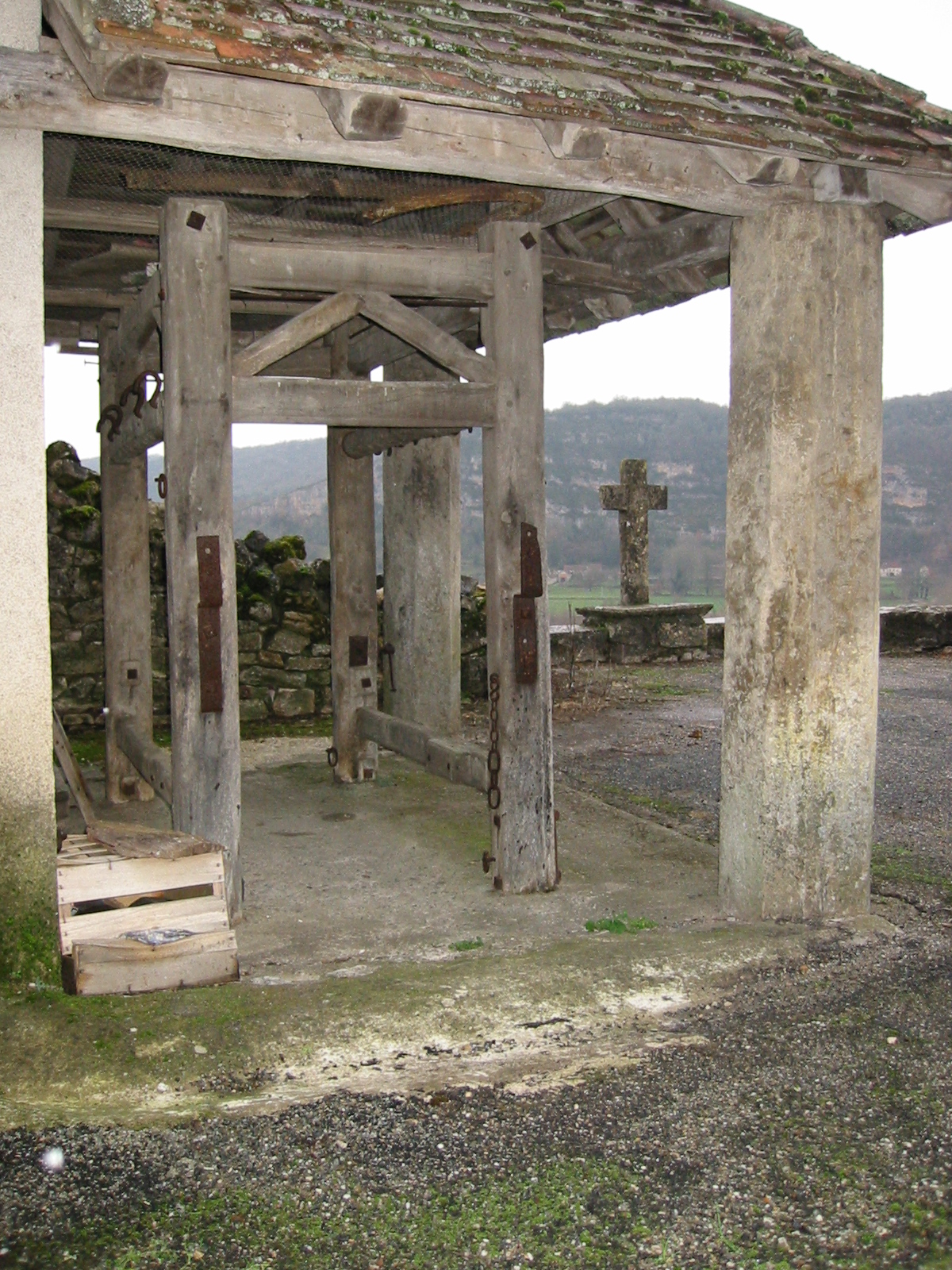
Calvignac, Lot
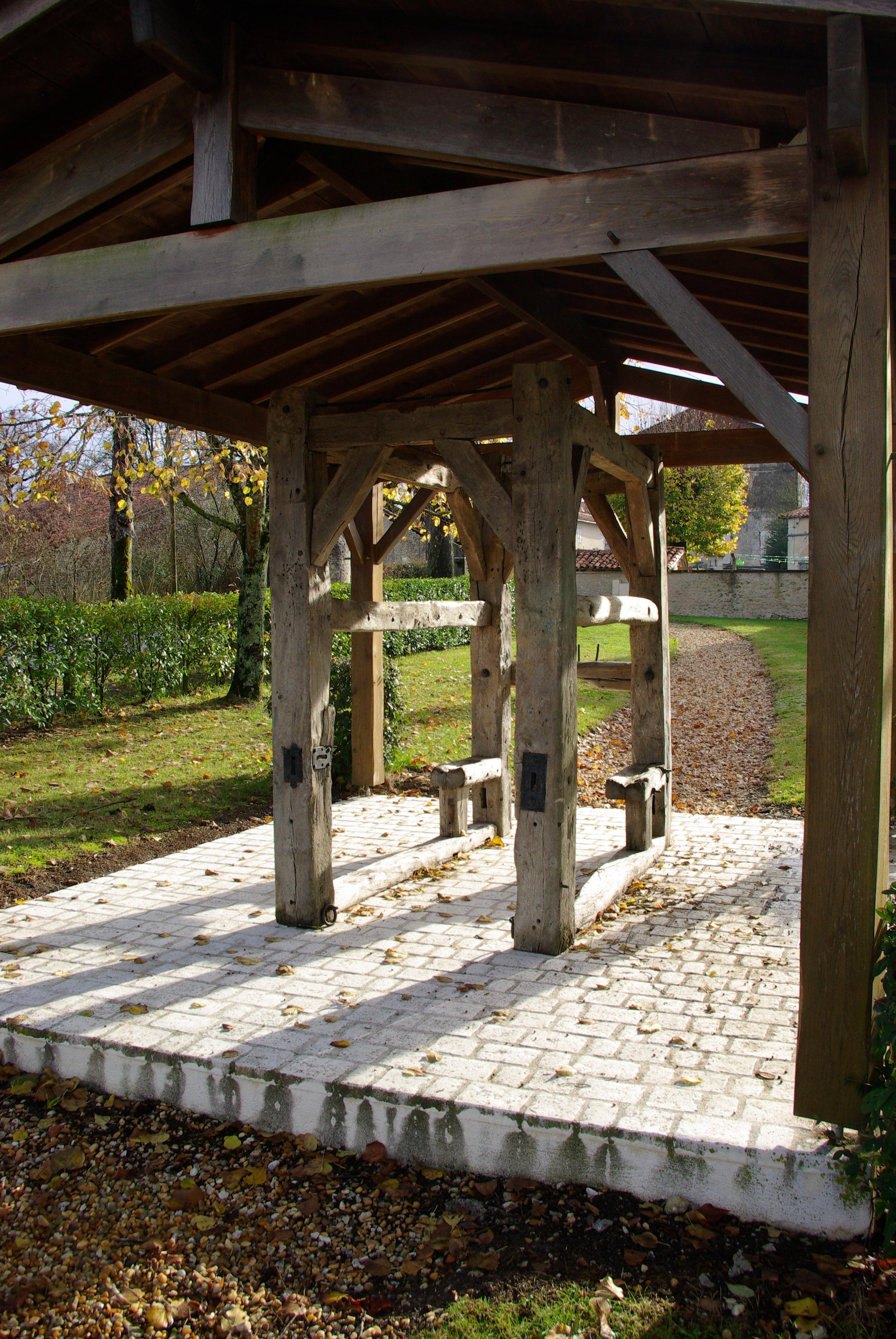
Montignac-le-Coq, Charente
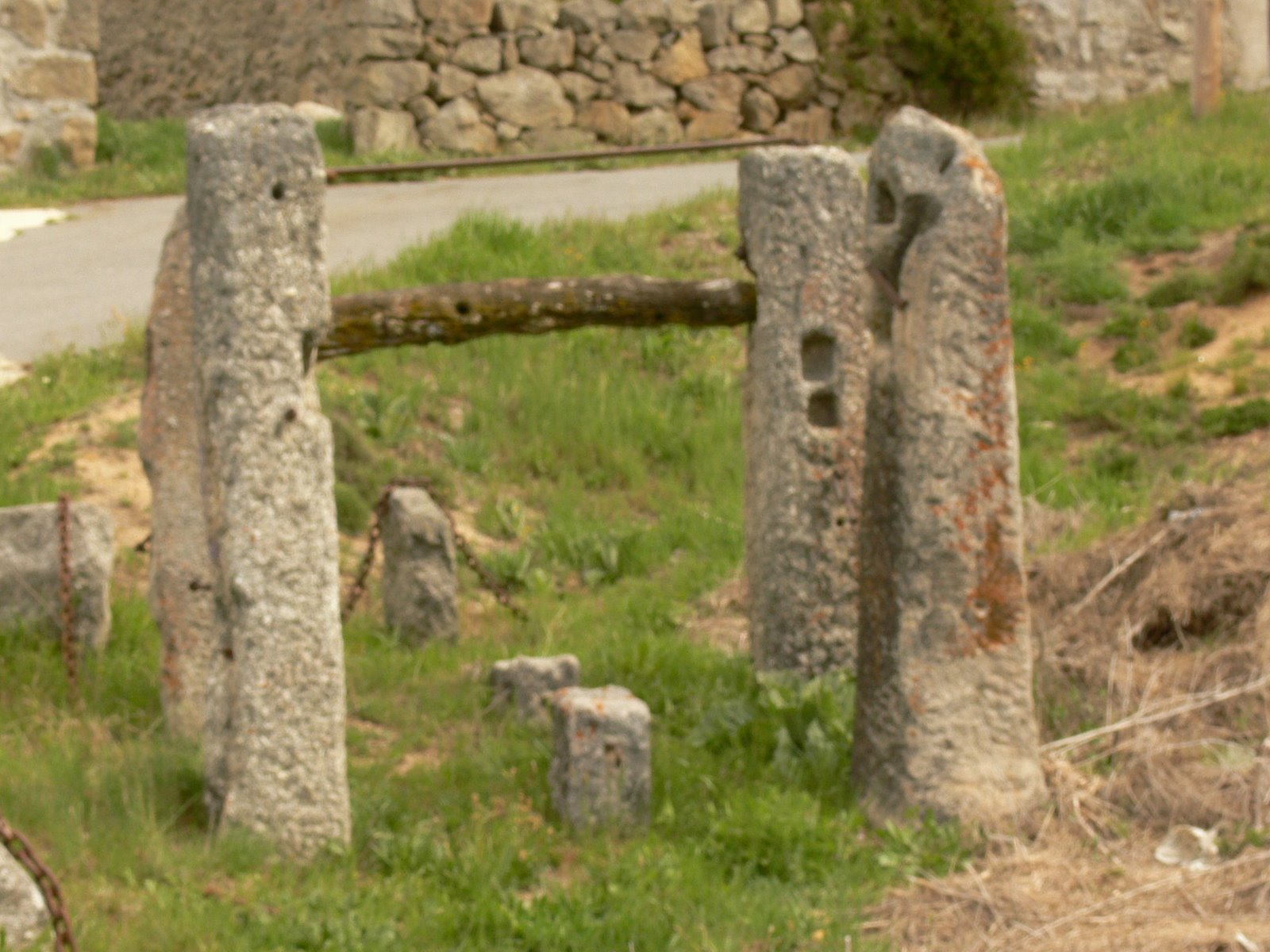
Malpartida de Corneja, Kastilien-León
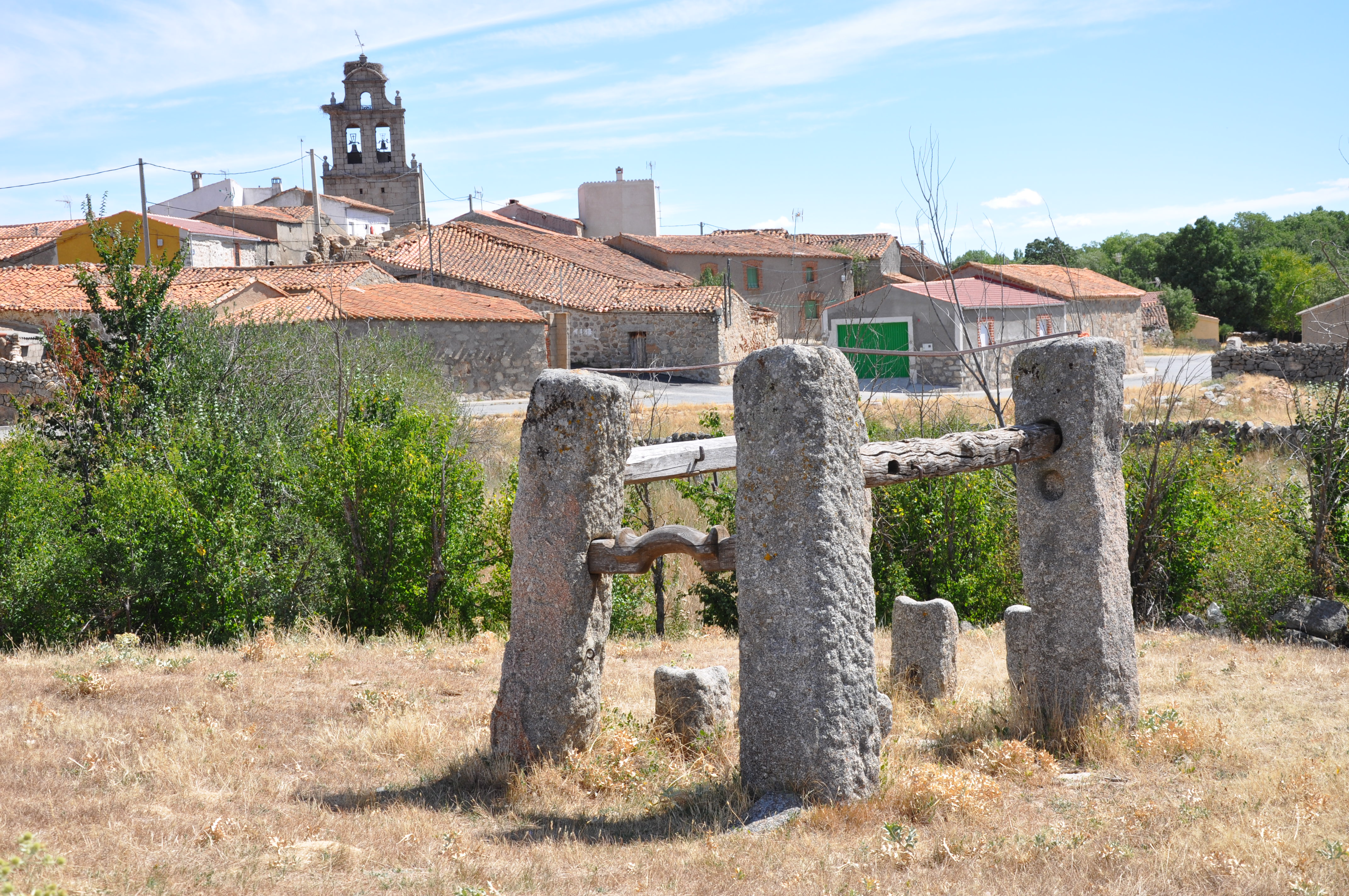
Blacha, La Torre, Ávila
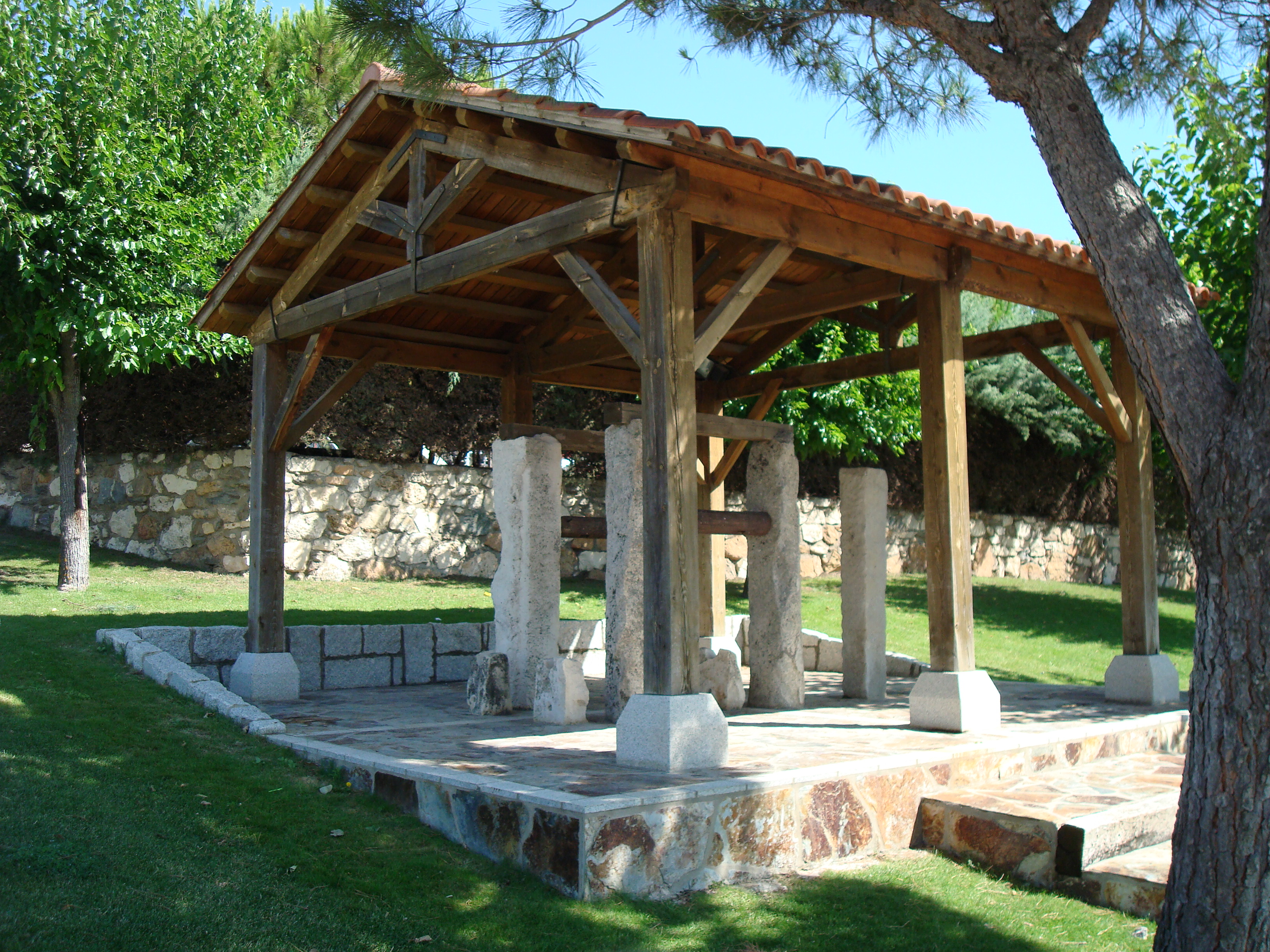
Venturada, Madrid

## Moderne Klauenstände

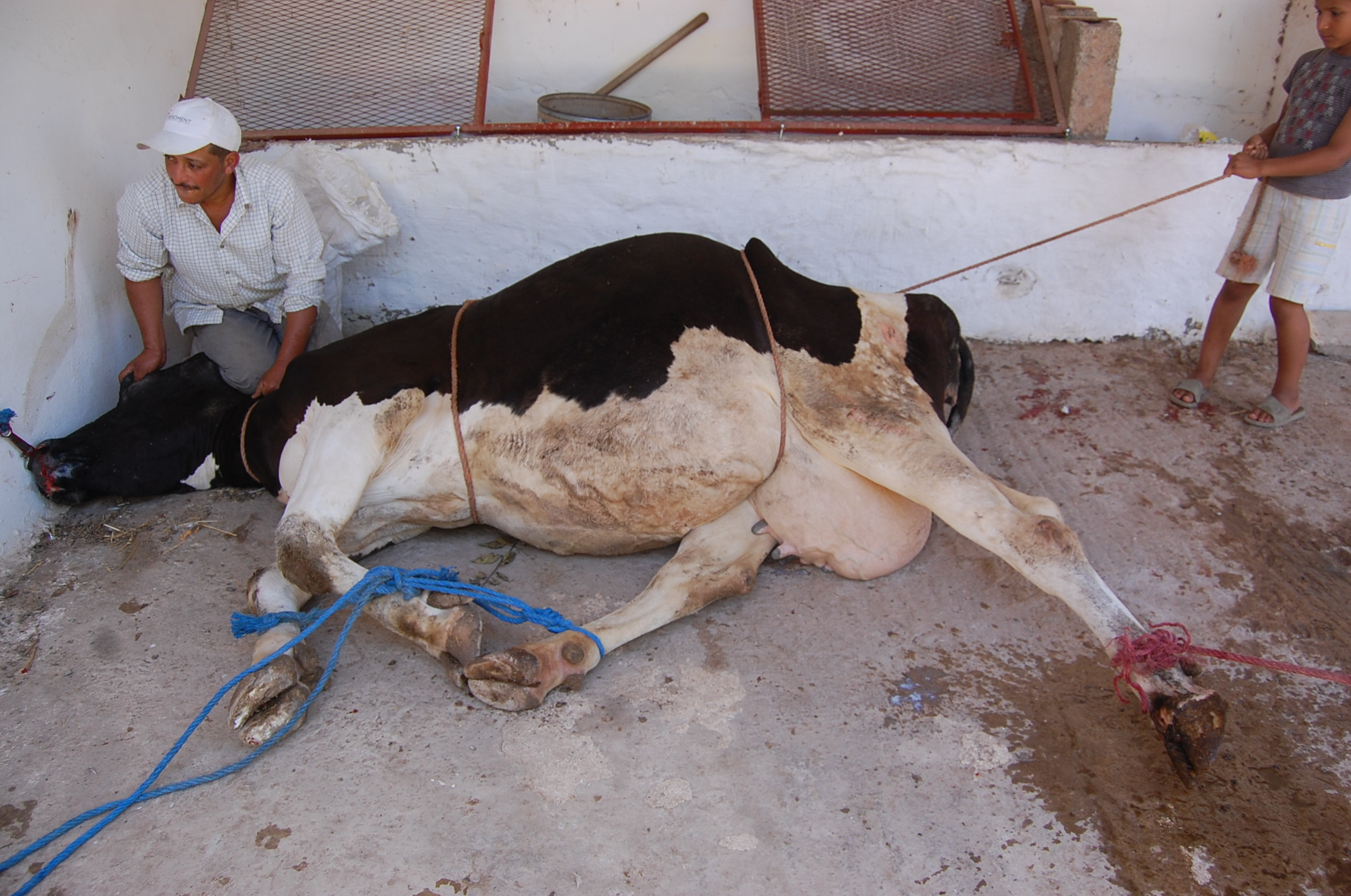
Klauenpflege ohne Klauenstand

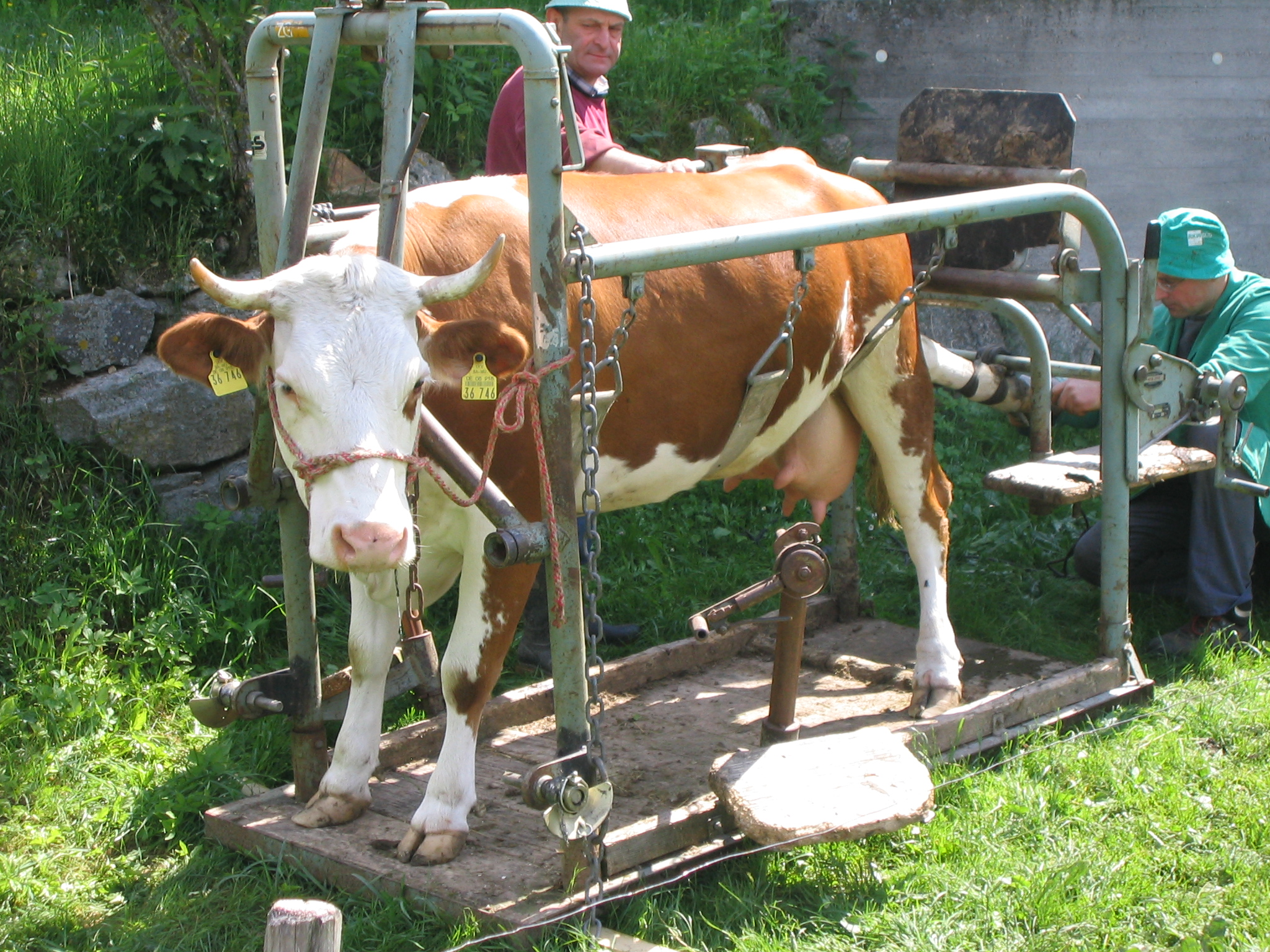
Rind mit einem für die Klauenpflege hochgebundenen Bein in einem Klauenpflegestand

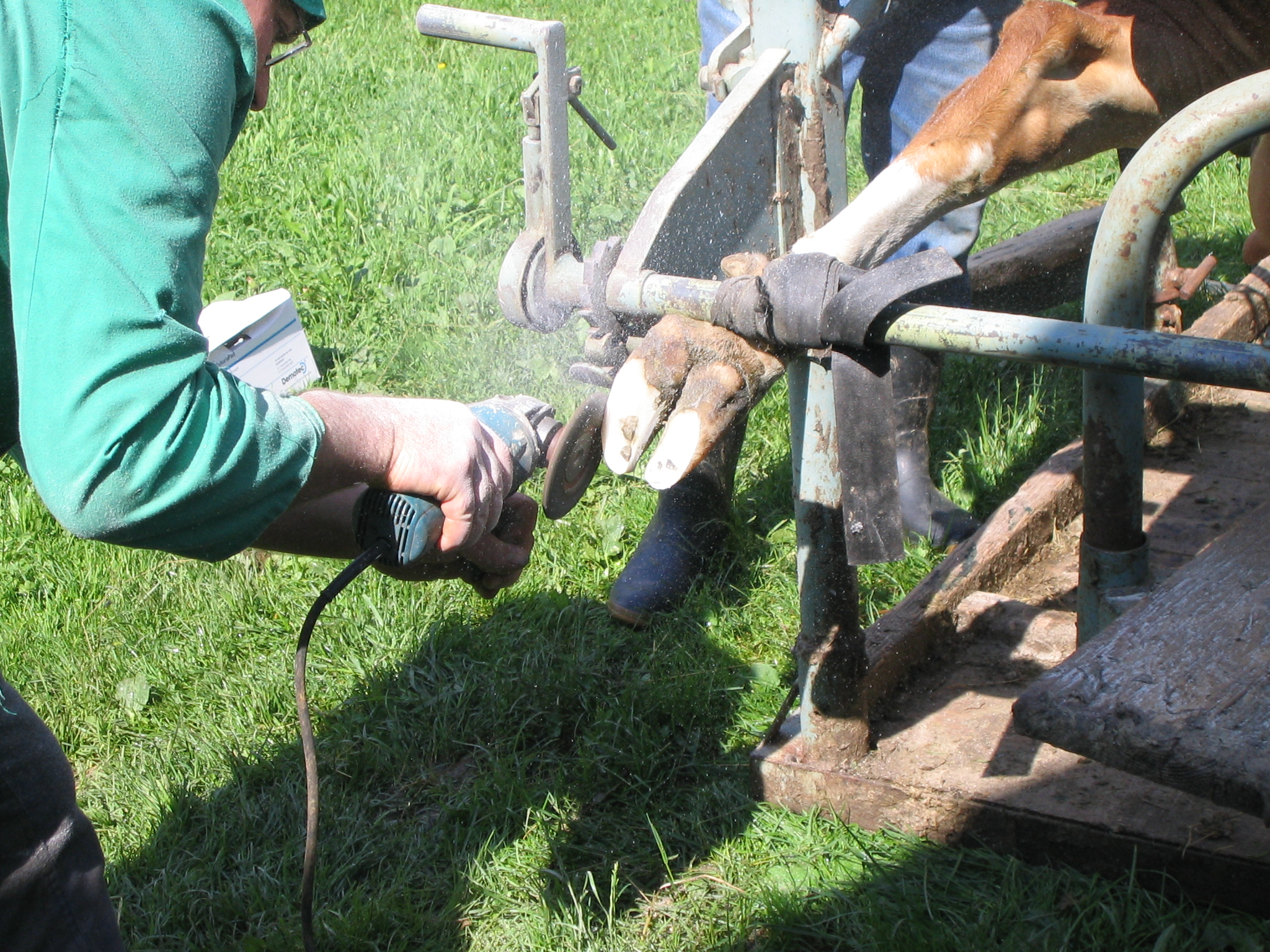
Klauenpflege am Hinterbein eines in einem Klauenstand fixierten Rindes

Moderne Klauenstände bestehen meist aus einer Konstruktionen aus Metallrohren. An den beiden Seiten des Standes befinden sich Längsholme, die ein seitliches Ausbrechen des Tieres verhindern. Bei sogenannten Durchtreibeständen können die Tiere von hinten in den Stand geführt werden. Anschließend wird das Tier durch den Verschluss mit einer Querstange am Rückwärtsgehen gehindert. An der Kopfseite des Standes befindet sich ein Fanggatter, mit dessen Schließung der Kopf des Tieres fixiert wird. Nach Abschluss der Behandlung kann das Gatter geöffnet werden, so dass das Tier den Stand nach vorn verlassen kann.
Zwischen den Längsholmen befinden sich mehrere breite Gurte, die unter den Bauch des Tieres gespannt werden. Über eine Winde können sie angezogen werden, wodurch das Tier unterstützt wird. So muss das Körpergewicht nicht mehr vollständig von den Beinen getragen werden. Die einzelnen Beine können in angehobener Position am Stand fixiert werden, damit die Klauen für Untersuchungen und Pflegearbeiten zugänglich sind.
Kippbare Klauenstände bestehen aus einer Metallkonstruktion zur Fixierung des Tieres mit einem gepolsterten Ablagetisch. Nach der Fixierung des Tieres kann die gesamte Konstruktion mit einer handbetriebenen oder einer an die Hydraulik eines Schleppers angeschlossenen Winde um bis zu 90° gekippt werden, so dass das Tier auf der Seite liegt. Es werden alle vier Klauen einzeln fixiert, so dass sie in bequemer Arbeitshöhe behandelbar sind.
Transportable Klauenstände in Form eines Anhängers können mit Hilfe eines Autos oder eines Schleppers transportiert und so an verschiedenen Orten eingesetzt werden.

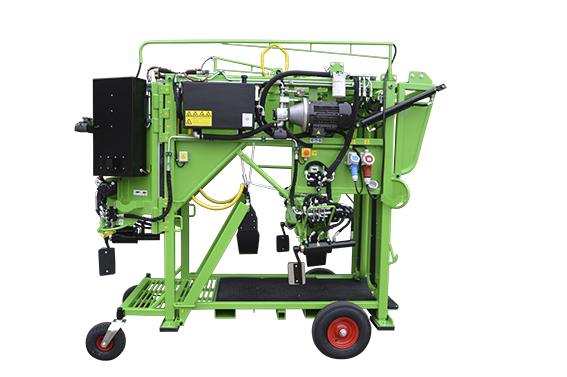
Moderner Klauenpflegestand der dänischen KVK Hydra Klov - Ansicht von rechts